# آيت لحسن أو يوسف الجرف (آيت السبع)
آيت لحسن أو يوسف الجرف هو دُوَّار يقع بجماعة آيت سبع لجروف، إقليم صفرو، جهة فاس مكناس في المملكة المغربية. ينتمي الدوّار لمشيخة آيت السبع التي تضم دوارين. يقدر عدد سكانه بـ 807 نسمة حسب الإحصاء الرسمي للسكان والسكنى لسنة 2004.

## وصلات خارجية
- البوابة الوطنية للجماعات الترابية
- المندوبية السامية للتخطيط